# 行政署
政務司司長辦公室轄下行政署（英語：Administration Wing, Chief Secretary for Administration's Office，縮寫：AW），通稱行政署（Administration Wing），是香港特別行政區政務司司長辦公室轄下的部門，負責政府總部的運作、與廉政公署及申訴專員公署的聯絡、政府與立法會的聯繫、法律援助政策事宜、與外國駐港領事的聯絡、禮賓、政府檔案及太平紳士計劃等，過去的添馬艦發展計劃的統疇工作亦是由行政署負責。
政府總部決策局於2007年7月1日重組，原由行政署負責的法律援助及可持續發展政策，分別由民政事務局及環境局接管負責。自2018年7月1日起，制訂法律援助政策和管理法律援助署的責任已撥歸政務司司長辦公室轄下行政署。

## 下轄部門
- 政府總部禮賓處（Protocol Division Government Secretariat）
- 政府檔案處（Government Records Service）
- 前任行政長官辦公室（Office of Former Chief Executives）

## 歷任首長
- 曾蔭權（1989年—1991年）
- 吳榮奎（1991年—1994年）
- 賀理（1994年—1997年）
- 尤曾家麗（1997年—2000年）
- 黃灝玄（2000年—2004年）
- 張琼瑤（2004年—2006年）
- 謝曼怡（2006年—2007年）
- 麥綺明（2007年—2012年）
- 蔡潔如（2012年—2019年）
- 梁悅賢（2019年—2020年7月19日）
- 鄭鍾偉（2020年7月20日-2022年5月）
- 盧世雄（2022年5月-2023年12月）
- 伍江美妮（2023年12月至今)

## 爭議事件

### 避「中港關係」用詞
2015年2月17日，署方向各部門發出《用詞正確》的內部通告，要求在所有公文及通訊採用通告內的用語，使用涉及內地與香港關係的字句時，必須要跟從通告，並指明「中港關係」用詞不合適，應該採用「內地與香港的關係」；在提及中央對港基本方針時，更要留意在一國兩制及港人治港加上引號，但高度自治不應加引號。
行政署發言人接受明報查詢時表示，《香港特別行政區基本法》第12條訂明，香港直轄於中央人民政府，故正確用語是「內地與香港的關係」。至於為何高度自治一詞不應加號，該署指因基本法第2條及第12條內均未有用表述高度自治，故現在統一有關表述。發言人指用詞不會影響「一國兩制」、「港人治港」和高度自治的規定。
時任公民黨立法會議員毛孟靜批評行政長官梁振英下指令，把政府用字「大陸化」。

## 外部連結
- 香港特別行政區政府 政務司司長辦公室轄下行政署 （页面存档备份，存于）